# Franse ijshockeyploeg (mannen)
De Franse ijshockeyploeg is een team van ijshockeyers dat Frankrijk vertegenwoordigt bij internationale wedstrijden. 
De ploeg won in het wereldkampioenschap in 2007 groep A van de 1e divisie en promoveerde daarmee naar de topdivisie waar het nog steeds in speelt met als beste prestatie in deze periode een 8e plaats in 2014. 
De ploeg nam tien keer deel aan de Olympische Spelen met als beste prestatie een 5e plaats in 1920. 

## Deelname aan de Olympische Spelen
- 5e plaats in 1920
- 5e/8e plaats in 1924
- 6e plaats in 1928
- 9e/12e plaats in 1936
- 14e plaats in 1968
- 11e plaats in 1988
- 8e plaats in 1992
- 10e plaats in 1994
- 11e plaats in 1998
- 14e plaats in 2002